# Rafik Mohamed Yousef
Rafik Mohamad Yousef (en arabe : رفيق محمد يوسف), né le 27 août 1974 et mort le 17 septembre 2015, était un terroriste islamiste kurde irakien qui a été jugé et condamné pour avoir comploté en vue d'assassiner le Premier ministre irakien lors de sa visite en Allemagne en 2004. Après huit ans de détention, il a été libéré et le 17 septembre 2015, Yousef a été abattu alors qu'il attaquait une policière de Berlin avec un couteau,.

## Jeunesse
Rafik Yousef est né à Bagdad dans une famille de Kurdes sunnites en 1974. Il a été emprisonné en Irak pendant plus de deux ans sous le régime de Saddam Hussein.

## Carrière
Après sa sortie de prison, Yousef a immigré en Allemagne en 1996, à l'âge de 22 ans, vivant à Mannheim puis à Berlin dans le quartier de Gropiusstadt, ville où il a démarré une entreprise de construction. Il avait un document de voyage allemand. Les gens qui le connaissaient le décrivaient comme un homme « fou et harcelé » en raison de son tempérament colérique et violent ; il fut également menacé d'être banni d'une mosquée de Berlin en raison de ses déclarations radicales.

### Tentative d'assassinat en 2004
En 2004, Yousef et deux autres Kurdes, Ata Rashid et Mazen Hussein, tous deux membres d'Ansar al-Islam, un groupe islamiste radical lié à Al-Qaïda, projetaient d'assassiner Ayad Allawi, alors qu'il se rendait en Allemagne pour rencontrer le chancelier de l'époque Gerhard Schröder. L'assassinat devait avoir lieu lors d'une conférence d'Allawi à la Deutsche Bank à Berlin le 3 décembre 2004. Les autorités allemandes surveillaient Rashid depuis le début de l'année 2003, après avoir été informées par les services de renseignements italiens de ses motivations terroristes. Yousef était lié au recrutement du groupe, ayant financé leurs opérations en Irak à hauteur de 45 000 €.
Les trois hommes ont été arrêtés le 2 décembre 2004, dans le cadre d'une opération policière coordonné entre États au sein de l'Union européenne qui a permis d'arrêter plus de 20 affiliés présumés d'Ansar al-Islam,, alors que les responsables de la sécurité affirmaient que le groupe faisait entrer clandestinement des agents entraînés en Europe pour mener des attaques. Rafik Yousef connaissait personnellement le fondateur d'Ansar al-Islam, le mollah Krekar, et entretenait des liens étroits avec lui.
Yousef, Rashid et Hussein ont tous été accusés de terrorisme, et le procès de Yousef a commencé devant la Haute Cour de Stuttgart le 20 juin 2006,,. Yousef a été impliqué par des courriels et des appels téléphoniques écoutés qui utilisaient des messages codés pour planifier les plans d'assassinat, ainsi que par le témoignage d'un informateur de l'Office fédéral de protection de la Constitution (service de renseignement intérieur allemand), qui a déclaré que Yousef avait essayé de le convaincre de combattre en Irak en tant que militant et voulait que l'informateur commette un attentat lors d'une célébration de carnaval à Berlin l'année suivante. Yousef a accusé le tribunal d'avoir conspiré contre lui avec l'Office fédéral de la police criminelle et s'est indigné devant le tribunal, refusant de se lever lorsque la juge lui en a donné l'ordre, ce qui, entre autres mauvaises conduites telles que l'insulte au personnel du tribunal et aux témoins ainsi que la présentation de preuves irrecevables au cours de la procédure, a conduit à 22 chefs d'accusation d'outrage au tribunal entraînant une prolongation de sa peine de 114 jours. Il a été condamné le 15 juillet 2008, à l'issue d'un procès qui a coûté 1 200 000 €,.
Yousef a purgé une peine de huit ans, au cours de laquelle il s'est fait remarquer pour son comportement violent, notamment lorsqu'il a attaqué une gardienne de prison et lui a cassé une côte. Il a été libéré en 2013, mais n'a pas été expulsé, car Yousef était persécuté en tant que Kurde en Irak et risquait d'être mis à mort. Il lui a été demandé de porter un bracelet électronique à la cheville. Au moment de son décès en 2015, Yousef faisait l'objet d'une enquête pour quatre chefs d'accusation de menaces contre des employés du gouvernement, dont un juge, un travailleur social et un policier.

### Attaque et mort d'une policière en 2015
Le 17 septembre 2015 à 8 h 52 du matin, Yousef a retiré de force son bracelet électronique et les agents présents ont constaté que Yousef avait quitté son appartement. Une tentative d'attaque au couteau sur une passante a été attribuée à Yousef vers 9 h 00. À 9 h 48, la police a été alertée de la présence d'un « fou armé d'un couteau » qui menaçait les passants dans le quartier de Spandau à Berlin. Peu avant 10 heures, quatre voitures de police sont arrivées sur les lieux et alors que la première policière sortait de son véhicule, Yousef l'a poignardée au cou, juste au-dessus de son gilet de protection. Son partenaire a immédiatement sorti son arme et a tiré sur Yousef à quatre reprises, le tuant sur le coup. Les ricochets des coups de feu ont également blessé l'officier abattu.  

## Théorie du complot posthume
À la suite d'une attaque au couteau mortelle à la gare de Grafing, en Bavière, le 10 mai 2016, une théorie du complot affirmant que Yousef serait toujours vivant et actif a commencé à se propager en Italie avant de se propager en Allemagne, puis dans la sphère anglophone. Au départ, on prétendait que Yousef était « Paul H. », le nom donné au suspect alors non identifié, bien que plus tard « Paul H. » ait été arrêté et admis dans un hôpital psychiatrique. En 2016, des théoriciens du complot ont affirmé que le nom de Yousef avait été changé dans le cadre d'une opération de dissimulation et que le suspect avait des motivations islamistes, rapportant à tort qu'il avait crié « Allahu Akbar »,.